# Julian Castro
Julian Castro (San Antonio (Texas), 16 de setembre de 1974) és un polític demòcrata estatunidenc que ocupà el càrrec de 16è secretari d'habitatge i desenvolupament urbà durant el mandat de Barack Obama del 2014 al 2017, sent el membre més jove del govern Obama.
Castro va ser alcalde a la seva ciutat natal San Antonio, Texas del 2009 fins que es va unir al govern Obama el 2014. Va ser considerat com a possible candidat a la vicepresidència de Hillary Clinton durant la campanya presidencial de 2016. És germà bessó del congressista Joaquín Castro.
El 12 de gener de 2019 va anunciar la seva campanya per la nominació demòcrata a la presidència dels Estats Units de 2020 a San Antonio.